# 1. Amateurliga Nordbaden 1963/64
Die 1. Amateurliga Nordbaden 1963/64 war die 14. Saison der 1. Amateurliga im Fußball in Nordbaden – dem Vorläufer der heutigen Verbandsliga Baden. Nordbadischer Amateurmeister wurde Vorjahresaufsteiger SV Schwetzingen. In der Aufstiegsrunde zur Regionalliga Süd erreichte der SV Schwetzingen nur den letzten Platz. Der FV Daxlanden (nach verlorenem Entscheidungsspiel gegen die punktgleiche SpVgg Sandhofen, 2:5 n. V.), der VfL Neckarau und FC Neureut mussten in die 2. Amateurliga absteigen. Aufsteiger für die folgende Saison waren die SG Kirchheim/Heidelberg und Viktoria Berghausen. Aus der Regionalliga Süd musste Amicitia Viernheim absteigen.

## Abschlusstabelle
| Pl. | Verein              | Sp. | Tore  | Punkte |
| --- | ------------------- | --- | ----- | ------ |
| 01. | SV Schwetzingen (N) | 30  | 61:33 | 42:18  |
| 02. | Karlsruher SC Amat. | 30  | 64:38 | 41:19  |
| 03. | SV Sandhausen       | 30  | 54:40 | 38:22  |
| 04. | FV Hockenheim       | 30  | 61:46 | 34:26  |
| 05. | Germania Forst (N)  | 30  | 58:55 | 34:26  |
| 06. | ASV Feudenheim      | 30  | 57:50 | 32:28  |
| 07. | VfR Pforzheim       | 30  | 66:51 | 30:30  |
| 08. | Karlsruher FV       | 30  | 51:36 | 30:30  |
| 09. | FV Weinheim (N)     | 30  | 67:71 | 27:33  |
| 10. | SpVgg Ilvesheim     | 30  | 45:51 | 27:33  |
| 11. | 1. FC Birkenfeld    | 30  | 37:51 | 27:33  |
| 12. | Phönix Mannheim     | 30  | 45:52 | 26:34  |
| 13. | FV Daxlanden        | 30  | 34:57 | 24:36  |
| 14. | SpVgg Sandhofen     | 30  | 40:74 | 24:36  |
| 15. | VfL Neckarau        | 30  | 43:58 | 22:38  |
| 16. | FC Neureut          | 30  | 48:68 | 22:38  |

## Torjägerliste
- 1. Pl. Hermann Schickle (VfR Pforzheim)  29 Tore
- 2. Pl. Franz Schäffner (FV Hockenheim)   20 Tore
- 2. Pl. Harald Wieland (FV 09 Weinheim)   20 Tore
- 3. Pl. Hanno Hotz (ASV Feudenheim)       18 Tore
- 4. Pl. Roland Firnkes (FC Germ. Forst)   17 Tore
- 5. Pl. Harald Meichelbeck (SV Sandhausen) 15 Tore
- 5. Pl. Hans Schmitt (SV Schwetzingen)     15 Tore
- 6. Pl. Rudi Eigenstetter (KFV)           14 Tore
- 6. Pl. Heinz Schrodt (KSC Amateure)  14 Tore
- 7. Pl. Siegfried Merz (KSC Amateure)     13 Tore
- 7. Pl. Karl-Heinz Oberländer (SV Schwtz.) 13 Tore

## Eingesetzte Spieler/Trainer
- SV Schwetzingen, TR Theodor Wahl (ehemaliger Gauligaspieler VfL Neckarau)

```
 TH Willi Koch, Hans Schreiner, Ruprecht Engel, Johann Klemm, Helmut Löschmann, Werner Menrad, Fritz Münch, Manfred Orians, Richard Pfister, Karl-Heinz Oberländer, Hans Schmitt
```

- KSC Amateure, Spieler-TR Bernhard Termath

```
 TH Manfred Sauter, 
Eugen Ehmann
, Horst Hotz, Sebastian Marth, Martin Pillmann, Jochen Roos, Otto Schwamberger, Wolfgang Velte, 
Heinz Schrodt
, Siegfried Merz, 
Günther Cuntz
, Rolf Endisch, Erich Kanzleiter
```

- SV Sandhausen, TR Friedrich Schätzle

```
 Harald Meichelbeck, Günter Reinhard, Gerhard Rudolph, Horst Baumann, Aribert Suntz, Willi Waldi, Rainer Zuber, Werner Haas
```

- FV 08 Hockenheim, TR Erwin Scherm

```
 
Franz Schäffner
, TH Bruno Horn, Paul Baumann, Karl Haffner, 
Werner Keller
, Wilfried Kahrmann, Adolf Marquetent, Hans Rausch, Karl Klee, 
Ernst Tober
, Günther Zimmermann
```

- FC Germania Forst, TR Cornelius Rastetter

```
 
Adolf Luft
, Kurt Leibold, Kurt Händel, Rigobert Hoffmann, Heinz Firnkes, Roland Firnkes, Josef Lackus, Heinz Riffel, Werner Speck, Theo Weindel, TH Emil Griesold
```

- ASV Feudenheim, TR Hermann Jöckel

```
 Hanno Hotz, Erich Jung, Dieter Schramm, Günter Bär, Dieter Ehrler, Hans Bayer, Max Rosner, Herbert Acker
```

- Karlsruher FV, TR Stefan Schneider/Robert Geiger

```
 Wolfgang Alker, Rudi Eigenstetter, Theo Schneidmann, Gerhard Jung, Adam Meister, Willi Saffert, Bernhard Unser, TH Rudolf Wittner, Theo Kempf
```

- VfR Pforzheim, TR Walter Ilg

```
 Hermann Schickle, Wolfgang Böhm, Rolf Wahl, Fritz Bittighofer, Hermann Kling, Udo Petraschke, Georg Sedlak, Gerhard Watzl
```

- FV 09 Weinheim, TR Kurt Keuerleber

```
 Harald Wieland, Rudi Dielmann, Werner Heinzelbecker, TH Helmut Folz, Hermann Schulz, Heiner Grünewald, Manfred Gaber, Jürgen Häusser
```

- SpVgg Ilvesheim, TR Willi Katzenmaier

```
 Karl Bühler, Albert Rudolph, Hans Seitz, Helmut Zeh
```

- FC 08 Birkenfeld/Baden, TR Rudi Fischer

```
 
Horst Kunzmann
, Klaus Vieres, Willi Kappler, Werner Kling, TH Wolfgang Schmeling, Werner Vollmer
```

- Phönix Mannheim, TR Werner Hölzer

```
 Georg Burkhäuser, Egon Welker, Gerd Reichenecker
```

- SpVgg Sandhofen, Spieler-TR Kurt Kobberger

```
 Fritz Belschner, Willi Marschlich, Karlheinz Metz, Willi Puchel
```

- VfL Neckarau, TR Philipp „Fips“ Rohr

```
 Günter Rohr, Rüdiger Rohr, Karl Arnold, Karl Rafet
```

- FV Daxlanden, TR Emil Burger

```
 TH Oskar Kutterer, Stefan Wingert, Manfred Volz, Manfred Gallus, Günter Kienzle, Edelbert Kühn, Siegfried König
```

- FC Neureut, TR Richard Karch

```
 Reinhold Baumann, Hans Federlechner, Adam Früh, Richard Schramm, Werner Knobloch, Heinz Meinzer, Kurt Meinzer, Reinhard Ulrich
```

## Rundenverlauf
Der spätere Meister SV Schwetzingen startete am 18. August 1963 mit einer 1:3-Auswärtsniederlage beim FC Neureut in die Verbandsrunde. Neureut stieg am Rundenende in die 2. Amateurliga ab. In den nächsten sechs Spieltagen gewann Schwetzingen jeweils und hatte deshalb nach sieben Spieltagen 12:2 Punkte vorzuweisen. Der spätere Vizemeister Karlsruher SC Amateure kam im gleichen Zeitraum auf 10:4 Punkte; die Termath-Schützlinge hatten vier Unentschieden in ihrer Bilanz. Am achten Spieltag trafen die zwei Spitzenteams im Karlsruher Wildparkgelände aufeinander und trennten sich am 13. Oktober mit 1:1. Die einzige Niederlage in der Hinrunde erfuhr Schwetzingen am 9. November durch ein 1:4 beim VfR Pforzheim, als VfR-Torjäger Hermann Schickle drei Tore erzielte. Einen Tag danach, am 10. November, verloren aber auch die KSC Amateure ihr Spiel mit 1:2 in Birkenfeld, wo Amateurnationalspieler Horst Kunzmann wie gewohnt ausgezeichnet Regie führte. Schwetzingen beendete die Hinrunde mit 22:8 Punkten, die KSC Amateure folgten mit einem Punkt Rückstand knapp dahinter. In der Rückrunde gelang dem Talenteteam des KSC am 29. Februar ein überraschend klarer 3:0-Auswärtserfolg in Schwetzingen, wobei der Halbstürmer Jochen Roos vor 1.300 Zuschauern alle drei Treffer erzielte. Beide Teams holten in der Rückrunde 20:10 Punkte, so dass Schwetzingen mit einem Punkt Vorsprung sich zum Meister küren konnte.
Am letzten Rundenspieltag, den 10. Mai 1964, verlor Schwetzingen mit 1:3 beim SV Sandhausen und die KSC Amateure gewannen mit 4:1 ihr Auswärtsspiel beim FV 09 Weinheim.

## Aufstiegsrunde zur Regionalliga Süd
Der Nordbadische Meister startete am 16. Mai 1964 mit einem 1:1 als Gast des VfR Heilbronn vor 5.000 Zuschauern in die Aufstiegsrunde. Das erste Heimspiel verloren die Achtundneunziger acht Tage später vor 4.000 Zuschauern mit 1:2 gegen den FC Emmendingen; da hatte noch keiner die Gäste aus Südbaden als Aufsteiger auf dem Zettel. Das zweite Auswärtsspiel verlor Schwetzingen am 28. Mai mit 2:4 beim FV Ebingen vor 5.500 Zuschauern und damit kehrte bereits ein Maß an Pessimismus ein; an den Aufstieg glaubte man in der Kurpfalz nicht mehr. Daran änderte sich auch nichts durch den klaren 5:1-Heimerfolg am 31. Mai gegen Ebingen. Das Rückspiel am 7. Juni in Emmendingen verloren die Nordbadener mit 1:3 und das letzte Gruppenspiel am 14. Juni mit 0:3 gegen Heilbronn. Emmendingen zog mit 8:4 Punkten in die Regionalliga Süd ein, Schwetzingen belegte mit 3:9 Punkten den vierten Gruppenplatz.
Die Standardaufstellung von Schwetzingen lautete:
TH Koch (1× Schüßler); VT Klemm, Engel, Menrad; Lauf mit Münch, Pfister, Orians; im Angriff mit Lang, Löschmann, Oberländer, Schmitt, Schweinfurth.

## Auswahlspiel
Am 29. September 1963 trug die Auswahl des Badischen Fußballverbandes (BFV) in Leimen im Rahmen des Wettbewerbs um den Länderpokal ein Spiel gegen die Vertretung von Württemberg aus. Verbandstrainer Burkhard Pape trat mit folgender Spielerauswahl an:
Anton Pabst (VfB Leimen); Adolf Luft (Germania Forst), Werner Scheuring (TSV Wiesental); Gerd Reichenecker (Phönix Mannheim), Herbert Acker (ASV Feudenheim), Horst Kunzmann (FC 08 Birkenfeld); Bernd Niemann, Rainer Joos (beide ASV Durlach), Heinz Kirchenmayer (SV Waldhof Amateure), Richard Schramm (FC Neureut), Roland Firnkes (Germania Forst).
Württemberg setzte sich überlegen mit 5:0 durch und dadurch schied Nordbaden bereits in der ersten Runde um den Länderpokal 1963/64 aus. In Reihen des Siegers ragten die Angreifer Wolfgang Hellstern und Hans-Rudi Schmid – der Mann vom FV Ebingen wurde 1964/65 mit dem SSV Reutlingen Vizemeister in der zweitklassigen Fußball-Regionalliga Süd und scheiterte unter Trainer Georg Wurzer knapp gegen Borussia Mönchengladbach am Bundesligaaufstieg – heraus.